# Cabo Royds

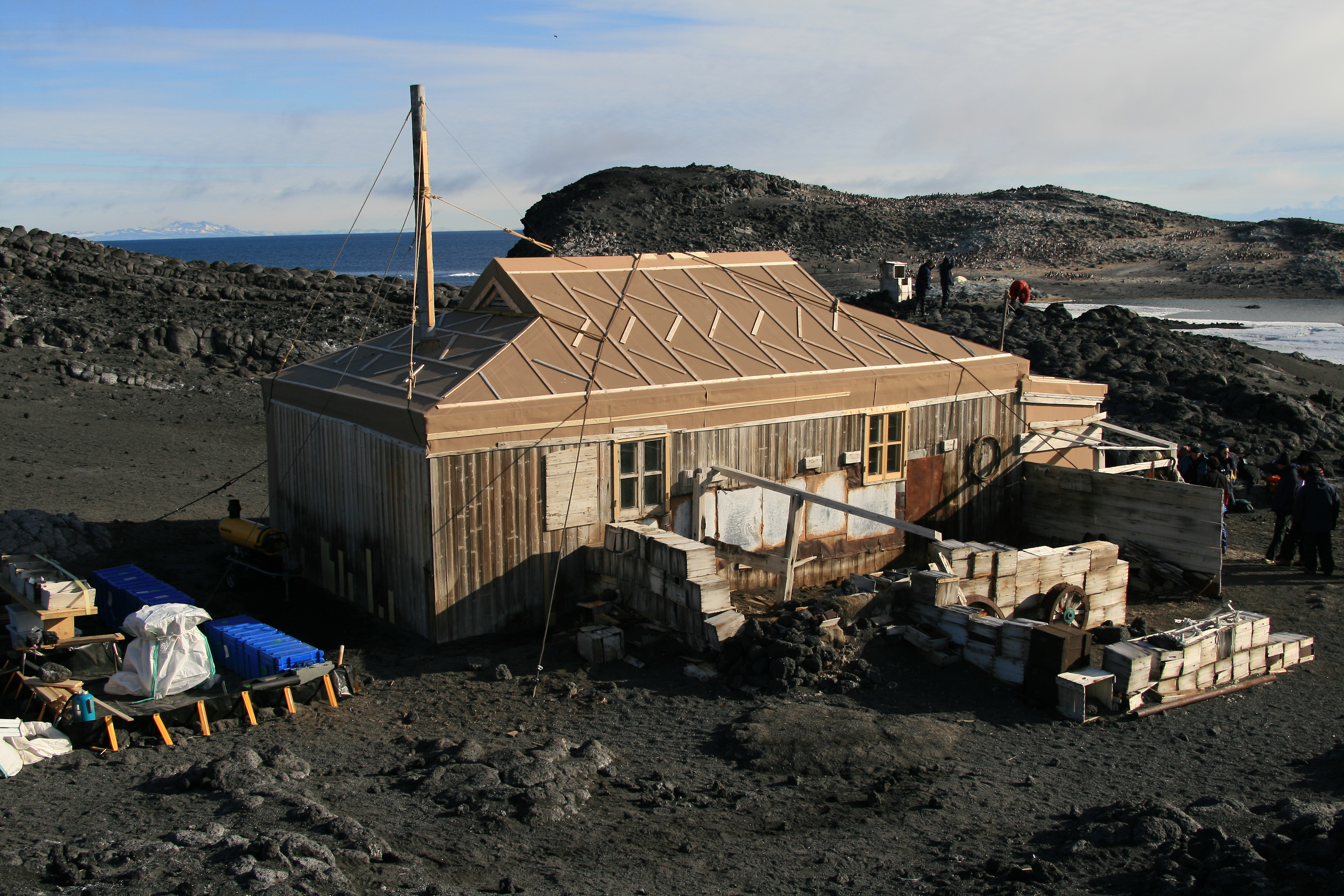
Cabana de Shackleton em Cape Royds.

O Cape Royds é um cabo rochoso de cor escura que forma a extremidade ocidental da ilha de Ross, de frente para o Estreito de McMurdo, na Antárctida. Foi descoberto pela Expedição Discovery (1901–1904) e o seu nome tem origem no tenente Charles Royds, da Marinha Real Britânica, que foi o responsável pela área de meteorologia daquela expedição. Mais tarde, Royds subiria ao posto de almirante, e seria nomeado Comissário da Polícia Metropolitana de Londres. No cabo Royds encontra-se uma cabana construída por Ernest Shackleton e a sua equipa durante a Expedição Nimrod (1907–1909).

## Local histórico
O Antarctic Heritage Trust da Nova Zelândia (AHT) é a entidade que gere o local. Nomeado pelo AHT, a cabana de Shackleton foi listada na Lista do Observatório dos Monumentos Mundiais de 2004, 2006  e 2008 pelo World Monuments Fund (WMF) para chamar a atenção e atrair apoio financeiro para o local. Em 2004, através do WMF, foram fornecidos fundos pelo American Express, e em 2008 a estrutura foi totalmente restaurada para as mesmas condições em que a equipa de Shackleton a deixou. A cabana de Shackleton é um considerada um Local ou Monumento Histórico (HSM 15), na sequência de uma proposta da Nova Zelândia e do Reino Unido ao Conselho Consultivo do Tratado da Antártida.